# Porrectus
Il porrectus (dal latino purrigere, adagiarsi) è un neuma utilizzato nel canto gregoriano.

Rappresenta una serie di tre note, di cui la mediana è più grave delle altre due.
La linea spessa ed obliqua del porrectus, che può essere più o meno arcuata, rappresenta due note, di cui la prima è quella in alto, dove incomincia la linea e la seconda è quella in basso. La terza nota è legata alla seconda da una barra verticale alla stessa maniera del podatus.
La forma grafica del porrectus può essere preceduta da un punctum  In questo caso si tratta di un torculus resupinus o di un porrectus praepunctum.

## Origine e notazione
La notazione corsiva sangallese  riflette direttamente la sua etimologia: una successione di un accento acuto, uno grave e di nuovo uno acuto. 

La notazione di Laon è essenzialmente equivalente e non fa che distinguere il porrectus episemato da una notazione individualizzata di note.

## Interpretazione
Il porrectus non presenta particolari difficoltà di interpretazione: la sua prima nota è forte, tanto per l'altezza che per la sua posizione iniziale. La seconda nota è debole, tanto per la sua posizione mediana che per la sua posizione melodica inferiore. La terza nota è generalmente forte, ma ad un grado inferiore non essendo che un apice melodico.

Quando il porrectus si concatena con un neuma più acuto (porrectus resupinus), un neuma più complesso, la terza nota diventa una semplice nota di transizione con valore leggero.